# 바일레주
바일레주(덴마크어: Vejle Amt)는 덴마크의 주이다. 2007년 1월 남덴마크 지역, 중앙윌란 지역으로 흡수·폐지되었다.

## 행정 구역 (1970-2006)
- 브레스트루프 시 (Brædstrup Kommune)
- 뵈르코프 시 (Børkop Kommune)
- 에그트베드 시 (Egtved Kommune)
- 프레데리시아 시 (Fredericia Kommune)
- 게드베드 시 (Gedved Kommune)
- 기베 시 (Give Kommune)
- 헤덴스테드 시 (Hedensted Kommune)
- 호르센스 시 (Horsens Kommune)
- 옐링 시 (Jelling Kommune)
- 유엘스미네 시 (Juelsminde Kommune)
- 콜링 시 (Kolding Kommune)
- 루네르스코우 시 (Lunderskov Kommune)
- 뇌레스네 시 (Nørre-Snede Kommune)
- 퇴링울둠 시 (Tørring-Uldum Kommune)
- 밤드루프 시 (Vamdrup Kommune)
- 바일레 시 (Vejle Kommune)